# Zeche Landwehr & Mühlenberg
Die Zeche Landwehr & Mühlenberg in Hörde-Schüren ist ein ehemaliges Steinkohlenbergwerk. Das Bergwerk war auch unter dem Namen Zeche Vereinigte Landwehr & Mühlenberg bekannt. Das Bergwerk ist aus der Konsolidation der beiden eigenständigen Bergwerke Zeche Landwehr und Zeche Mühlenberg entstanden. Das Bergwerk gehörte zum Bergrevier Hörde.

## Bergwerksgeschichte
In der Zeit vom 19. Juni 1854 bis zum 16. Januar 1855 konsolidierten die Bergwerke Mühlenberg und Landwehr zur neuen Zeche Landwehr & Mühlenberg. Nach der Konsolidation umfasste die Berechtsame vier Geviertfelder. Trotz dieses Zusammenschlusses besaß das neu entstandene Bergwerk keine eigenen Anlagen. Im Jahr 1858 wurde mit der Zeche Freie Vogel & Unverhofft ein Abbauvertrag geschlossen. Aufgrund dieses Vertrages wurde im selben Jahr im Grubenfeld der Zeche Landwehr & Mühlenberg durch die Zeche Freie Vogel & Unverhofft abgebaut. Die gewonnenen Kohlen wurden auf der Zeche Freie Vogel & Unverhofft nach über Tage gefördert. Die geförderten Kohlen wurden jedoch durch die Eigentümer der Zeche Landwehr & Mühlenberg verkauft. Der Feldesteil von Landwehr & Mühlenberg sollte vom Sicherheitspfeiler aus bis zur Hellenbänker Hauptstörung abgebaut werden. Im Jahr 1860 ging die Zeche Landwehr & Mühlenberg in Konkurs. Im Jahr 1865 wurde das Bergwerk wieder in Betrieb genommen.
Im Jahr 1867 war die 5. Sohle der Zeche Freie Vogel & Unverhofft die Hauptfördersohle der Zeche Landwehr & Mühlenberg. Die Sohle lag bei einer Teufe von 226 Metern. In diesem Jahr wurden 1916 Tonnen Steinkohle für Zeche Landwehr & Mühlenberg gefördert. Im Jahr darauf wurde keine Förderung getätigt. Am 3. Juli des Jahres 1883 wurde erneut ein Vertrag geschlossen, dieser Vertrag sah nur den Abbau in einem Teilfeld der Zeche Landwehr & Mühlenberg vor. Die Förderung der abgebauten Kohlen erfolgte im Schacht 1 der Zeche Freie Vogel & Unverhofft, der Verkauf der Kohlen wurde auch dieses Mal durch die Eigentümer der Zeche Landwehr & Mühlenberg durchgeführt. In den Jahren 1893 bis 1896 erwarben die Eigentümer der Zeche Freie Vogel & Unverhofft die Kuxenmehrheit der Zeche Landwehr & Mühlenberg. In der Zeit vom 5. Oktober des Jahres 1897 bis zum 15. Februar des Jahres 1898 konsolidierte die Zeche Landwehr & Mühlenberg zur Zeche Freie Vogel & Unverhofft.